# Пица
Пица (итал. pizza) је специјалитет италијанске кухиње, најчешће направљен од танког, округлог теста на коме се поред парадајз соса могу наћи разне врсте сира, меса, поврћа, воћа, зачина и других састојака према укусу. Инвентивност укуса се може надопунити и инвентивношћу распореда самих састојака на пици, који могу бити распоређени у облику орнамената или других интересантних фигура. Иначе, ово јело се сматра посебно карактеристичним за наполитанску кухињу. Данас је пица веома популарно јело у свету, пре свега због јефтиних и лако доступних састојака и једноставности припреме.
Термин пица је први пут забележен у 10. веку у латинском рукопису из јужноиталијанског града Гаета у Лацију, на граници са Кампанијом. Рафаеле Еспозито се често сматра оцем модерне пице. Модерна пица је измишљена у Напуљу. Године 2009, напуљска пица је регистрована у Европској унији као гарантовано традиционално специјалитетно јело. Уметност прављења напуљске пице је 2017. године додата на Унескову листу нематеријалног културног наслеђа.
Пица и њене варијанте су међу најпопуларнијим намирницама на свету. Пица се продаје у разним ресторанима, укључујући пицерије (специјализоване за пице), медитеранске ресторане, путем доставе и као улична храна. У Италији се пица која се сервира у формалним околностима, као што је ресторан, представља нераздељена у режњеве и једе се ножем и виљушком. У неформалним околностима, она се реже на режњеве који се држе руком при јелу. 
У 2017. години, светско тржиште пица је износило 128 милијарди долара, а у САД 44 милијарде долара распоређених на 76.000 пицерија. Све у свему, 13% становништва САД старијег од две године конзумирало је пицу сваког дана.

## Историја
За војнике персијског цара Дарија Великог, навикнутим на дуге маршеве, је речено да су на својим штитовима пекли неку врсту хлеба и на то додавали сир и урме. Рисмки историчар Марко Порције Катон је у 3. веку пре нове ере описао „округло тесто преливено маслиновим уљем, биљем и медом испечено на камену“. Вергилије је у својој „Енејиди“ описао колаче или округли хлеб.
Из ископина Помпеје коју је Везув затрпао 79. године, пронађени су остаци округлог пецива. У кувару Марка Гавија Апија пописани су састојци који се додају на подлогу од пецива: пилеће месо, пинољи (семе приморског бора, важан састојак медитеранске кухиње и данас), сир, бели лук, мента, бибер и уље, што су састојци данашњих пица.
У средњем веку слуге су јеле остатке хране својих господара, што је било уобичајено. Те остатке би ставили на парче хлеба, прелили неким сосом, зачинили оним што би имали при руци и ставили у пећницу да се подгреје. Парадајз је донет у Европу из Перуа у 16. веку. Сиромаштво становништва из Напуља је додало парадајз свом јелу и створило пицу какву данас познајемо.
Сама реч пица (pizza) први пут се појавила 997. године у рукопису из Гаете (Gaete), града на југу Италије.

## Припрема
Као подлога за пицу користи се обично хлебно тесто од класичног брашна (тип 500). Тесто се справља од брашна, свежег или сувог квасца, воде, соли, шећера и маслиновог уља. Након мешења тесто се оставља да одстоји најмање 3-4 сата и онда се развија оклагијом на дебљину 0,5-1cm. На припремљену подлогу ређају се остали састојци пице: парадајз-сос, свеж парадајз, сир (најбоље моцарела), шунка, шампињони и сл. Многи састојци се на пицу стављају након печења, како би сачували укус и форму (пршута, јаја, маслине, пармезан, зачини итд). Такође, неке намирнице се спремају посебно и додају на готову пицу, као нпр. разне врсте поврћа и плодови мора. Када је све спремно пица се ставља на печење. Рерна мора бити максимално загрејана, како би тесто одмах почело да се пече и како не би упило састојке који су на њему. Када се сир растопи и тесто промени боју, пица је готова.

## Врсте
- Капричоза — парадајз-пире, гауда, шунка, шампињони, маслине,
- Маргерита — ољуштени парадајз, моцарела, маслиново уље, босиљак,
- Кватро стађони (Четири годишња доба) — парадајз, моцарела, печурке, шкољке, рачићи, паприка, шунка, црне маслине, маслиново уље, лимунов сок,
- Наполитана — парадајз, свеж сир, салама, маслиново уље,
- Сицилијана — умак од парадајза, моцарела, паприка, суве кобасице, шампињони,
- Фунги (Гљиве) — умак од парадајза, качкаваљ, шампињони, љуте папричице,
- Везувио — умак од парадајза, качкаваљ, шунка,
- Партенопеа — парадајз, моцарела, свеж сир, пикантна салама, капар, маслиново уље,
- Сорпреза — умак од парадајза, качкаваљ, сланина, печурке, јаје, лук, фефероне.[16]
- Вегетаријана
- Кватро формађи (Четири сира) - по правилу моцарела, горгонзола, пармезан и крем-сир (фонтина, рикота итд.). Може се правити са парадајзом (роса - црвена) или без њега (бјанка - бела).

## Галерија
- Пица са јагодама, бананом и кремом од чоколаде
- Три врсте пица
- Пица росини
- Пица са пилетином, моцарелом и спанаћем
- Пица са кукурузом
- Крашка пица
- Пица са нутелом
- Пица са морским плодовима
- Хавајска пица
- Пица са чоколадом и крушком
- Пица са тестенином и надевом од четири врста сира